# Тварогі-Ляцькі
Тварогі-Ляцькі (пол. Twarogi Lackie) — село в Польщі, у гміні Перлеєво Сім'ятицького повіту Підляського воєводства.
Населення — 169 осіб (2011).
У 1975-1998 роках село належало до Ломжинського воєводства.

## Демографія
Демографічна структура станом на 31 березня 2011 року:
|          | Загалом | Допрацездатний вік | Працездатний вік | Постпрацездатний вік |
| -------- | ------- | ------------------ | ---------------- | -------------------- |
| Чоловіки | 91      | 21                 | 54               | 16                   |
| Жінки    | 78      | 14                 | 43               | 21                   |
| Разом    | 169     | 35                 | 97               | 37                   |